# 鶴岡検校
鶴岡 検校（つるおか けんぎょう、生年不詳 ‐ 1895年（明治28年）3月29日）は、日本の音楽家。滝川保和一とともに、当道座最後の検校を務めた。
1871年（明治4年）の盲官廃止令により最後の検校となったが、日本初の盲学校である京都盲唖院（京都府立盲学校の前身）の設立に尽力した。京都東山連峰を歌った端唄物「東山」（作詞は頼山陽）を作曲。戒名は遍譽浄照居士、墓所は大龍寺（京都市）。